# Psittacosaurus sattayaraki
Psittacosaurus sattayaraki ( gr. Lagarto con pico de loro de Sattayarak) es una especie dudosa del género extinto Psittacosaurus, género de dinosaurios ceratopsianos psitacosáuridos, que vivió a mediados del período Cretácico, hace aproximadamente entre 125 a 110 millones de años, desde el Aptiense al Albiense, en lo que hoy es Asia.
El paleontólogo francés Eric Buffetaut y un colega tailandés, Varavudh Suteethorn, describieron una mandíbula superior e inferior parcial de la formación Khok Kruat datada del Aptiense al Albiense de Tailandia en 1992, dándole el nombre de P. sattayaraki. En 2000, Sereno cuestionó la validez de esta especie, citando su naturaleza erosionada y fragmentaria, y notó la ausencia de rasgos característicos del género Psittacosaurus. Sin embargo, en 2002 los autores originales publicaron nuevas imágenes del fósil que parecen mostrar dientes en la mandíbula inferior que exhiben la cresta vertical bulbosa característica de los Psittacosaurus. Otros autores también han defendido su validez, mientras que algunos continúan considerándolo dudoso. Sereno en 2010 propuso que la mejor asignación para el material tipo puede ser Ceratopsia incertae sedis.